# Húszemeletes (Veszprém)
A veszprémi toronyház, vagy ismertebb nevén húszemeletes a városközpontban helyezkedik el, a Kossuth Lajos sétálóutcán.

## Történet
Az épület megtervezésére pályázatot írtak ki, amelyen Márton István Ybl Miklós-díjas építész kapta meg a lehetőséget terveinek megvalósítására. Az épület 5,2 méter mély alapon és 16 vasbeton oszlopon áll. A toronyházat eredetileg 22 emelet magasra tervezték, azonban a hatóságok csak 19 emeletre adtak engedélyt. Az 1975-ben elkészült épület végül 62 méter magas lett és 160 lakásnak ad helyet. Külön érdekesség, hogy a korához képest rendkívül modern fűtésrendszert kapott az épület. Nem radiátorok fűtik a lakásokat, hanem speciális melegvízfűtésű ventilátorok. Szintén különleges megoldás a toronyház vízellátása. Ugyanis a városi víznyomás csupán a magasság feléig tudja feljuttatni a vizet. Ezért a tizedik emelettől felfelé a tetőn elhelyezett 120 m³-es víztározó szolgáltatja az ivóvizet.1976-ban a legfelső emeleten megnyílt a Tető-Bár, későbbi nevén Panoráma presszó. Később több, kevésbé sikeres vendéglátóhely volt a legfelső szinten, majd a helyi televízió bérelte, jelenleg pedig a városi Méz Rádió stúdiója található fent. Az épület korábban egy speciális tűzvédelmi emelőkosárral is rendelkezett, amely az épület bármely pontját képes volt elérni. Az antennák elhelyezése előtt helikopterleszálló pálya is volt a tetőn.

A 2000-es években az épület állapota jelentősen leromlott, ezért az eredeti építésszel konzultálva eltervezték a felújítást.
"...A gigantikus betontömb, mely több mint száz családnak az otthona, kritikus állapotban van. Önerőből a lakók még a helyi önkormányzat jelentős támogatásával sem tudják felújíttatni, a belvárosi rehabilitációs programba pedig az előírt kritériumok miatt nem fért bele. A város most viszont felkérést kapott egy olyan mintaprojektben való részvételre, amely egy energiahatékonysági átépítés által az épület komplex rekonstrukcióját jelentené. A veszprémi toronyház, ismertebb nevén a „húszemeletes”, hazánk egyik legmagasabb épülete. Bár eredetileg 22 emeletesre tervezték, végül csak 19-et engedélyeztek az akkori építési hatóságok a hetvenes években..." Magyar Hirlap 2010. július 28., szerda
Az épület úgynevezett félemeletén több üzlet és étterem is található.
2019 márciusában egy nagyobb szélviharban a legfelső emeleti rádió ablakai megrepedtek. Az épület magassága miatt rendkívül kockázatos helyzet alakult ki, de végül az ablaktáblát stabilizálták.